# Cedric Miller
Cedric McArthur Miller (Nassau, 8 agosto 1964) è un ex cestista bahamense naturalizzato francese.

## Palmarès
- Coppa di Francia: 2

Cholet: 1998, 1999